# خوش‌بال‌ها
خوش‌بال‌ها (نام علمی: Euptera) نام یک سرده از زیرخانواده دریابدها است.